# San Francisco (södra Siltepec kommun)
San Francisco är en ort i Mexiko.   Den ligger i kommunen Siltepec och delstaten Chiapas, i den sydöstra delen av landet, 800 km sydost om huvudstaden Mexico City. San Francisco ligger 1 701 meter över havet och antalet invånare är 160.
Terrängen runt San Francisco är bergig åt sydväst, men åt nordost är den kuperad. Runt San Francisco är det ganska tätbefolkat, med 78 invånare per kvadratkilometer. Närmaste större samhälle är El Porvenir de Velasco Suárez, 19,2 km öster om San Francisco. I omgivningarna runt San Francisco växer i huvudsak städsegrön lövskog.